# Giuseppe Pesce
Giuseppe Pesce é um aerodinamicista que atualmente ocupa os cargos de diretor de aerodinâmica e chefe de pessoal (gabinete) da equipe de Fórmula 1 da McLaren.

## Carreira
Pesce se juntou a equipe de Fórmula 1 da Ferrari em agosto de 2004 como seu gerente de projetos. Ele deixou a escuderia italiana em dezembro de 2011, para ingressar na McLaren na mesma função em janeiro do ano seguinte.
Em abril de 2019, assumiu o cargo de aerodinamicista principal da McLaren e, em março de 2023, ele foi promovido aos cargos de diretor de aerodinâmica e chefe de pessoal, para apoiar o funcionamento do departamento de aerodinâmica da equipe inglesa. Com ele passando a se reportar diretamente a Peter Prodromou.